# Wiceksiążę
Wiceksiążę – urzędnik książęcy sprawujący władzę na danym terenie pod nieobecność księcia. Sprawował władzę również w wypadku:
- śmierci księcia (do czasu koronacji diademem następcy),
- małoletności następcy,
- wygaśnięcia dynastii.

Urząd najczęściej dziedziczny. Jeśli nie był taki i książę go nadawał 
na początku panowania, nie mógł go odwołać.